# الجمعية الرياضية النسائية بسبيبة
الجمعية الرياضية النسائية بسبيبة، هو فريق تونسي لكرة قدم النسائية تأسس سنة 2005 في مدينة سبيبة، ولاية القصرين، يلعب هذا الفريق في الرابطة التونسية المحترفة لكرة القدم للسيدات في موسم 2022–23.

## سجل ألقاب النادي
- كأس الرابطة :

♦ الدور النهائي  (1) : 2021.
- كأس الاتحاد الوطني للمرأة  (1) : 2023.

♦ الدور النهائي  (1) : 2018.

## وصلات خارجية
- صفحة الجمعية الرياضية النسائية بمدنين على موقع كوووة.
- الموقع الرسمي للجامعة التونسية لكرة القدم.